# Коменчини, Франческа
Франче́ска Коменчи́ни (итал. Francesca Comencini; род. 19 августа 1961, Рим) ─ итальянская сценаристка, режиссёр кино и документальных фильмов, киноактриса.

## Биография
Родилась 19 августа 1961 года в Риме, в семье режиссёра Луиджи Коменчини. У Франчески есть три сестры: Паола, Элеонора и Кристина.
После окончания школы поступила на философский факультет университета Ла Сапьенца в Риме, но после двух лет обучения оставила учёбу.
В 1982 году переехала во Францию, где познакомилась с продюсером Даниэлем Тоскан дю Плантье, своим будущим мужем.

### Творчество
Свой первый фильм «Фортепиано» Коменчини сняла во Франции в 1984 году. Он получил Премию Де Сика на Венецианском кинофестивале в том же году.
Затем, в 1987 году, Франческа сотрудничала со своим отцом, Луиджи Коменчини, став одной из авторов сценария к фильму «Мальчик из Калабрии».
В 1988 году она написала сценарий и поставила фильм «Свет озера».
В последующий период Коменчини максимально сконцентрировалась на съёмках документального кино. В 1995 году сняла по заказу французского телевидения фильм «Эльза Моранте», посвящённый жизни и творчеству итальянской писательницы Эльзы Моранте.
В 1997 году вышел фильм «Шекспир в Палермо», основанный на театральной постановке пьесы Карло Чекки «Мечта».
В 2002 году сняла документальный фильм «Карло Джулиани» по собственному сценарию. Фильм рассказывает о последних часах жизни генуэзского активиста, Карло Джулиани. Он был убит в момент стычки с полицией 20 июля 2001 года, во время проведения саммита «Большой восьмерки» в Генуе. Лента была представлена вне конкурса на 55-м Каннском фестивале в 2002 году.
Среди других её игровых фильмов ─ «Слова моего отца» (2001), «Мне нравится работать (Моббинг)» (2004), представленный в секции «Панорама» Берлинского фестиваля 2004 года и обладатель экуменической премии на том же фестивале, и «Белое пространство» (2009).
Драматическая лента «Особый день» вышедшая на экраны в 2012 году, была представлена в том же году в конкурсной программе Венецианского кинофестиваля.
В 2014 году вместе со Стефано Соллимой и Клаудио Купеллини участвовала в создании сериала «Гоморра» ─ телеадаптации одноименного романа Роберто Савиано.
В 2015 году написала и поставила спектакль «Много лиц в памяти», основанный на рассказах шести римских женщин, собранных Алессандро Портелли, рассказывающий о массовом убийстве в Ардеатинских пещерах в Риме. 

## Фильмография
| Год         |     | Русское название                           | Оригинальное название                         | Роль                                     |
| ----------- | --- | ------------------------------------------ | --------------------------------------------- | ---------------------------------------- |
| 1984        | ф   | Фортепиано                                 | Pianoforte                                    | сценаристка, режиссёр                    |
| 1987        | ф   | Мальчик из Калабрии                        | Un ragazzo di Calabria                        | сценаристка                              |
| 1988        | с   | Французы глазами…                          | Les Français vus par                          | камео                                    |
| 1988        | ф   | Свет озера                                 | La lumière du lac                             | сценаристка, режиссёр                    |
| 1991        | ф   | Анабель разделённая                        | Annabelle partagée                            | сценаристка, режиссёр                    |
| 1996        | док | Эльза Моранте                              | Elsa Morante                                  | режиссёр                                 |
| 1997        | док | Шекспир в Палермо                          | Shakespeare a Palermo                         | режиссёр                                 |
| 2001        | док | Другой мир возможен                        | Un altro mondo è possibile                    | режиссёр                                 |
| 2001        | ф   | Слова моего отца                           | Le parole di mio padre                        | сценаристка, режиссёр                    |
| 2004        | ф   | Я люблю работать                           | Mi piace lavorare (Mobbing)                   | сценаристка, режиссёр                    |
| 2006        | ф   | На главную                                 | A casa nostra                                 | сценаристка, режиссёр                    |
| 2009        | док | Л’Акуила 2009 — Пять режиссёров среди руин | L'Aquila 2009 - Cinque registi tra le macerie | режиссёр (эпизод «Женщины Сан-Грегорио») |
| 2009        | ф   | Белое пространство                         | Lo spazio bianco                              | сценаристка, режиссёр                    |
| 2012        | ф   | Особый день                                | Un giorno speciale                            | сценаристка, режиссёр                    |
| 2014 — 2019 | с   | Гоморра                                    | Gomorra                                       | режиссёр                                 |
| 2017        | ф   | Самая сильная любовь на земле              | Amori che non sanno stare al mondo            | сценаристка, режиссёр                    |
| 2020        | с   | Чёрная луна                                | Luna nera                                     | режиссёр                                 |
| 2021        | док | Чинечитта: от Муссолини до «Сладкой жизни» | Cinecittà, de Mussolini à la Dolce Vita       | камео                                    |
| 2023        | с   | Джанго                                     | Django                                        | режиссёр                                 |
| 2024        | ф   | Время, которое требуется                   | Il tempo che ci vuole                         | сценаристка, режиссёр                    |

## Награды

### Государственные награды Италии
- Офицер ордена «За заслуги перед Итальянской Республикой» (8 марта 2005)[6]

### Кинопремии и номинации
| Год  | Церемония                  | Награда                                         | Категория    | Фильм              | Результат |
| ---- | -------------------------- | ----------------------------------------------- | ------------ | ------------------ | --------- |
| 2009 | Венецианский кинофестиваль | Премия Пазинетти                                | Лучший фильм | Белое пространство | Победа    |
| 2009 | Венецианский кинофестиваль | Премия Итальянской федерации киноклубов (FEDIC) |              | Белое пространство | Победа    |
| 2009 | Венецианский кинофестиваль | Премия Джанни Астрей                            |              | Белое пространство | Победа    |
| 2009 | Венецианский кинофестиваль | Премия Air For Film Fest                        |              | Белое пространство | Победа    |
| 2012 | Венецианский кинофестиваль | «Золотой лев»                                   | Лучший фильм | Особый день        | Номинация |

## Семья
- Отец ─ Луиджи Коменчини (1916─2007) ─ итальянский кинорежиссёр[3].
- Мать ─ Джулия Грифео ди Партанна, происходила из неаполитанской ветви дворянского рода Грифео ди Партанна и носила титул княгини[3].
- Сестра ─ Паола (род. 1951) ─ итальянский сценограф, художник-постановщик и художник по костюмам[3].
- Сестра ─ Кристина (род. 1956) ─ итальянская писательница, сценаристка, режиссёр[3].
- Первый муж (1982─1987) ─ Даниэль Тоскан дю Плантье (1941─2003) ─ французский актёр, кинопродюсер и генеральный директор кинокомпании Gaumont с 1975 по 1985 год[7].
  - Сын ─ Карло Тоскан дю Плантье (род. 1983) ─ менеджер итальянского PR агентства «Superhumans»[8].
- Второй муж ─ Филипп Дюге ─ французский продюсер[9].
  - дочь ─ Камилла Дюге Коменчини (род. 1992) ─ итальянская актриса[9].